# Sophienhof (Radebeul)
Der Sophienhof, auch Villa Louisenhof, ist eine Villa mit Turm im Stadtteil Oberlößnitz der sächsischen Stadt Radebeul, in der heutigen Eduard-Bilz-Straße 21. Er lag ursprünglich am Beginn der Sophienstraße, die von den Gebrüdern Ziller auf eigene Kosten ausgebaut wurde und die heute den mittleren Teil der Eduard-Bilz-Straße bildet. Sowohl der Sophienhof als auch die Sophienstraße sind nach der Zillerschwester Sophie Eugenia (1853–1874) benannt, die in frühen Jahren an Tuberkulose starb.

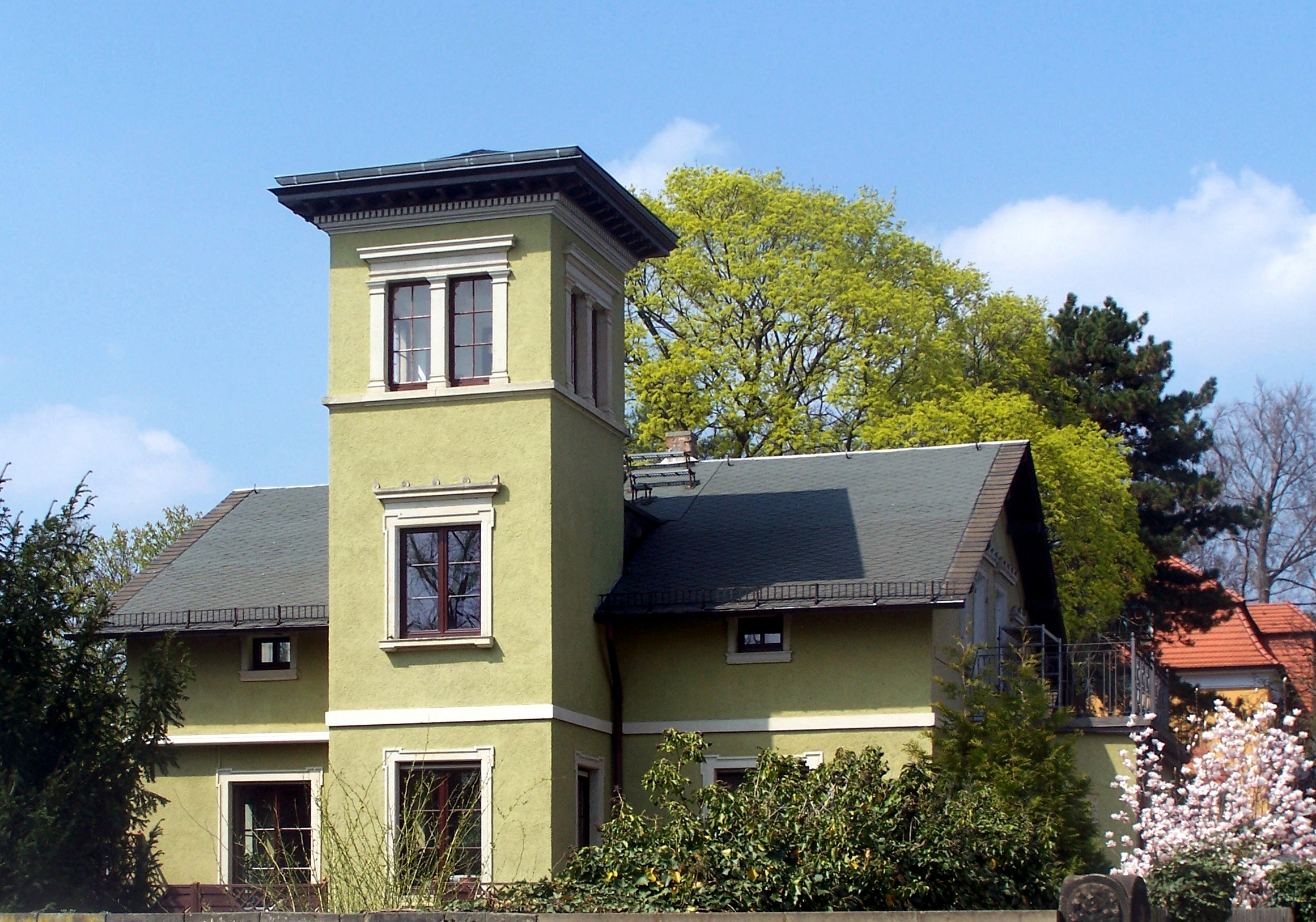
Sophienhof (2013)

## Beschreibung

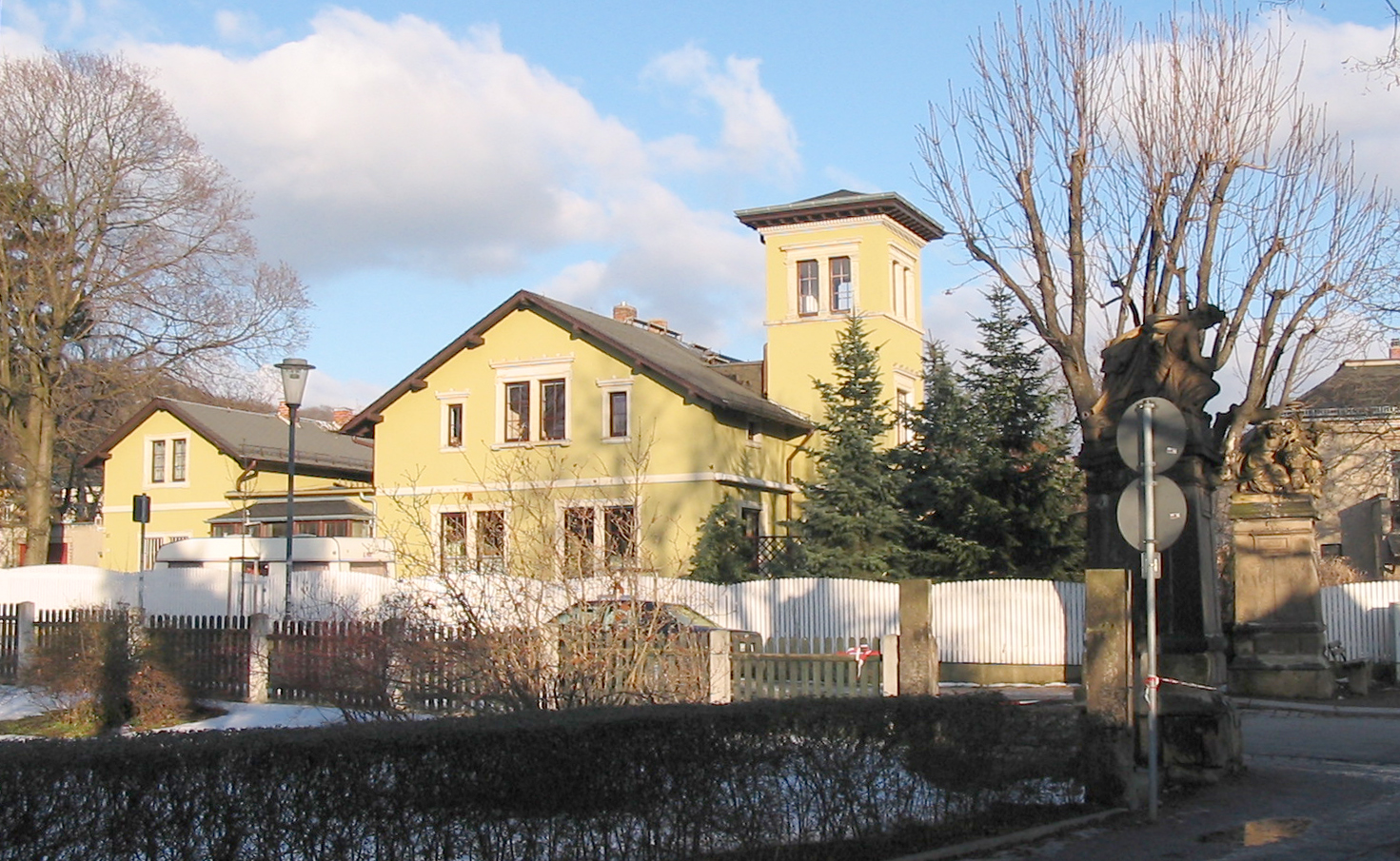
Sophienhof, rechts die beiden Figurengruppen von Ernst March (2009)

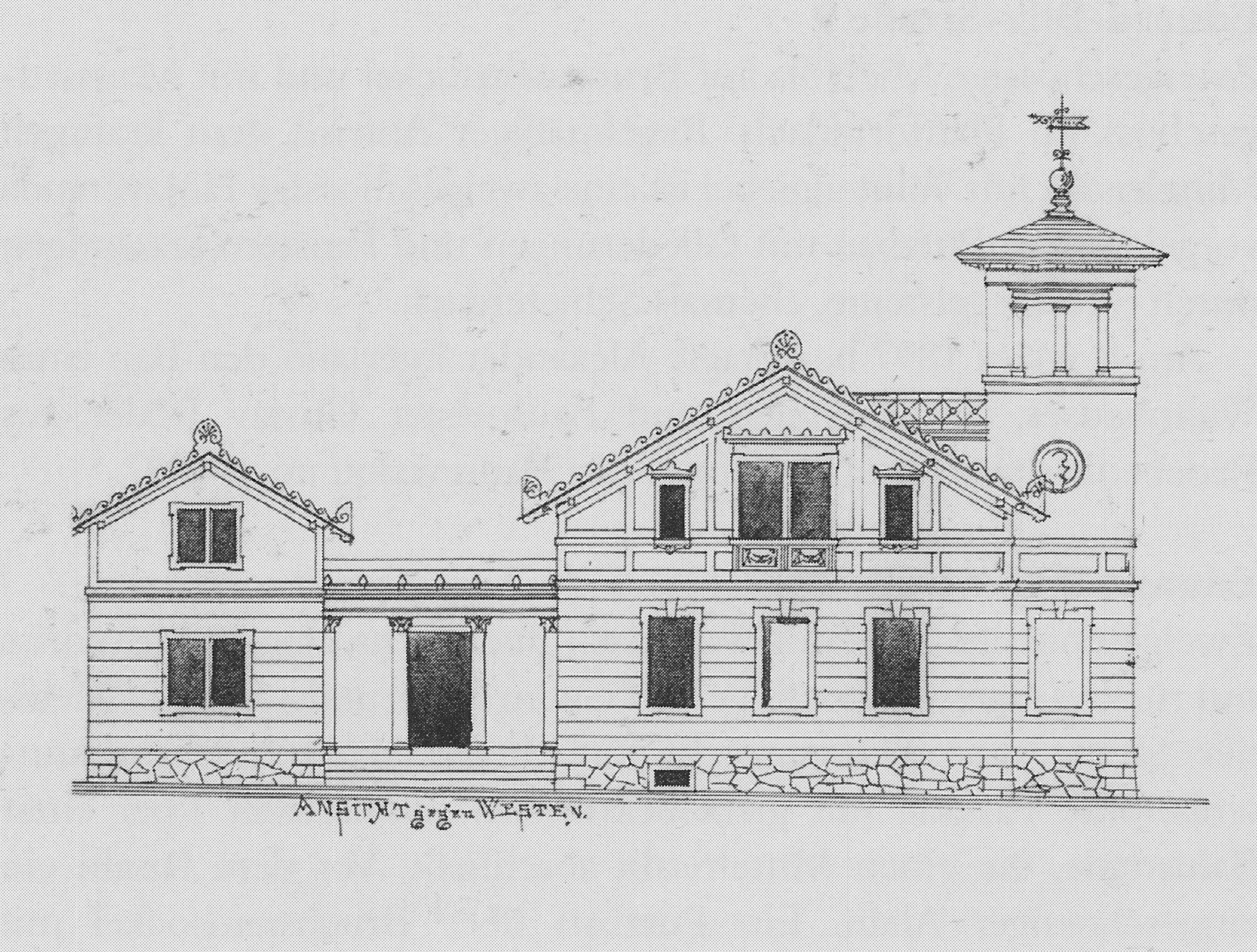
Sophienhof, Bauzeichnung

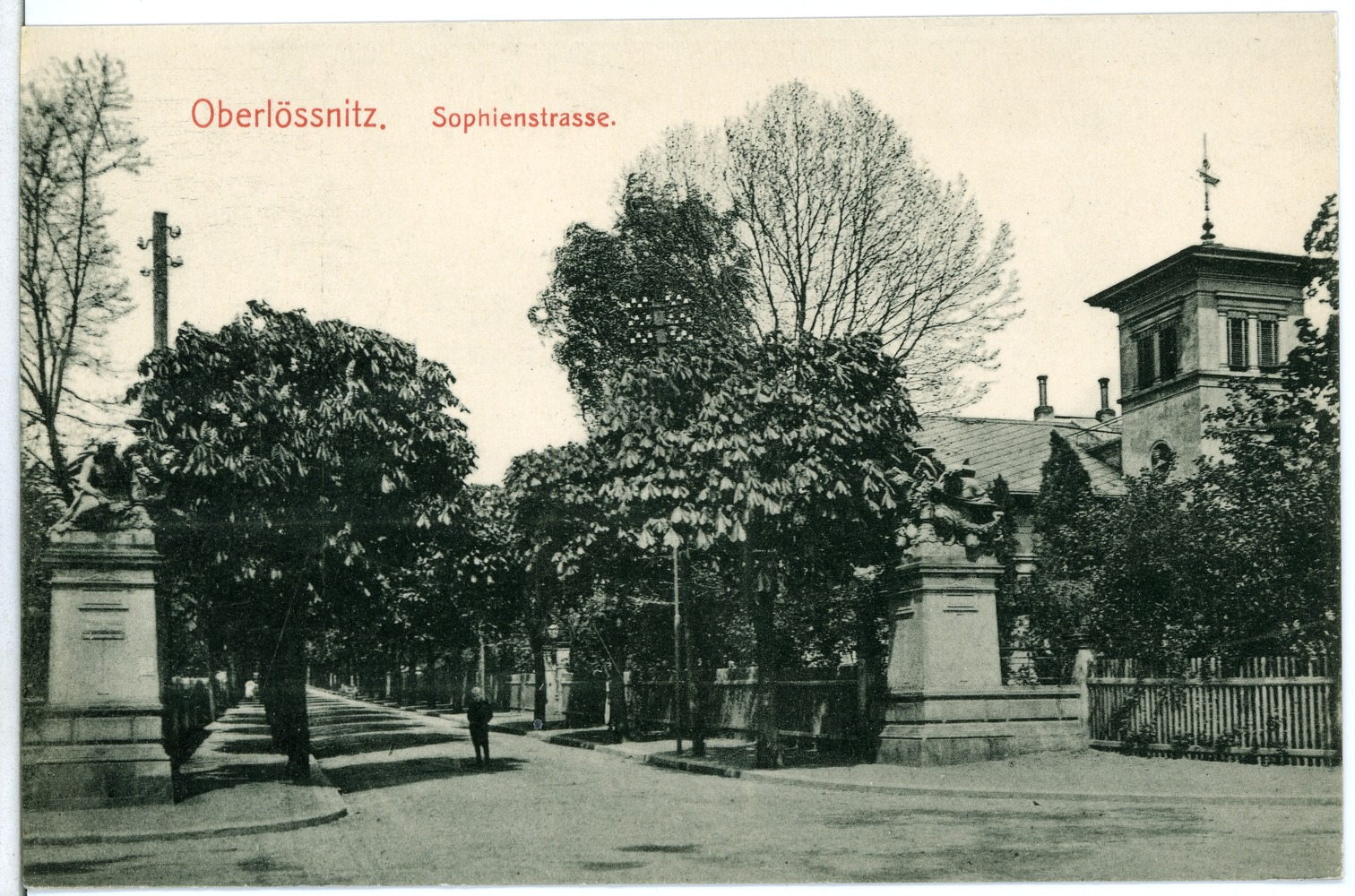
Sophienhof (1910); am Turm ist das Medaillon mit der Büste der Sophie Ziller zu sehen.

Die als zusammenhängender Gruppenbau konzipierte, unter Denkmalschutz stehende Villa besteht aus vier Baukörpern in Form eines eineinhalbgeschossigen Haupthauses, eines eineinhalbgeschossigen Nebengebäudes, eines eingeschossigen Verbindungsbaus, der ursprünglich einen säulengeschmückten Eingangsportikus aufwies, sowie des dreigeschossigen Turms in der Hauptansicht zum Platz.
Die eineinhalbgeschossige Villa hat einen mezzaninartigen Kniestock sowie ein flachgeneigtes Satteldach. Es steht traufständig zum Platz. Davor steht der dreigeschossige Turm mit Belvederegeschoss sowie einem flachen Zeltdach. Hinter dem Haupthaus steht das eineinhalbgeschossige Nebengebäude, das durch den Verbindungsbau angeschlossen ist.
Die Fenster sind durch Sandsteingewände eingefasst, oben im Turm sind sie als Koppelfenster ausgebildet, eingefasst durch Pilaster und Verdachungen, ebenso im Giebel des Haupthauses, wo sie zwischen zwei Schmalfenstern stehen.
Die ehemals reiche Putzgliederung aus Glattputz ist verschwunden, lediglich die ehemalige Horizontalgliederung durch Gesimse wird heute durch Putzbänder nachgebildet. Original ist noch der Zahnfries unter dem Turmdach.
Vor den Verbindungsbau wurde etwa im Jahr 1985 ein kleiner gläserner Laden vorgebaut.
Die Einfriedung wurde durch einen wenig zillertypischen Zaun ersetzt, lediglich direkt an der denkmalgeschützten Figurengruppe auf der Straßenecke stehen noch zwei kleine Stücke Lanzettzaun.

## Geschichte
Die Gebrüder Ziller erschlossen um 1877 auf eigene Kosten die ehemalige Sophienstraße, die nach Fertigstellung in den Besitz der Landgemeinde Oberlößnitz übergeben wurde. Um die Straße, die an einem kleinen Platz (Alvslebenplatz) beziehungsweise der Nizzastraße beginnt, aufzuwerten, stellte Moritz Ziller am Straßenbeginn zwei auf Postamenten platzierte Figurengruppen der Charlottenburger Tonwarenfabrik Ernst March auf. Die Postamente sind in die Umfriedung der Eckgrundstücke integriert, so auch bei der Nr. 21, dem Sophienhof.
Im Jahr 1877 bauten die Gebrüder Ziller als erstes Gebäude dieser Straße den Sophienhof, eine mit der Hauptansicht in Richtung des Platzes ausgerichtete und mit einem Turm versehene Villa. Auf der Westseite des Turms, zur Straßenecke hin, befand sich ehemals ein Medaillon mit der Büste der Schwester Sophie.

## Ähnliche Gebäude
- Eduard-Bilz-Straße 17: Villa als Gruppenbau
- Eduard-Bilz-Straße 19: Villa als Gruppenbau
- Eduard-Bilz-Straße 21: 1877: Sophienhof (mit Turm, Denkmal)
- Eduard-Bilz-Straße 27: 1877: Villa Eduard-Bilz-Straße 27 (Denkmal)
- Eduard-Bilz-Straße 34: 1882/84: Villa Otto Hennig (Denkmal)
- Eduard-Bilz-Straße 37: 1878: Haus Rudell (Denkmal)
- Pestalozzistraße 39: 1879/1881: Villa Pestalozzistraße 39 (Denkmal, errichtet durch die Baufirma F. W. Eisold nach Gustav Zillers Entwurf)

## Figurengruppen am Sophienhof

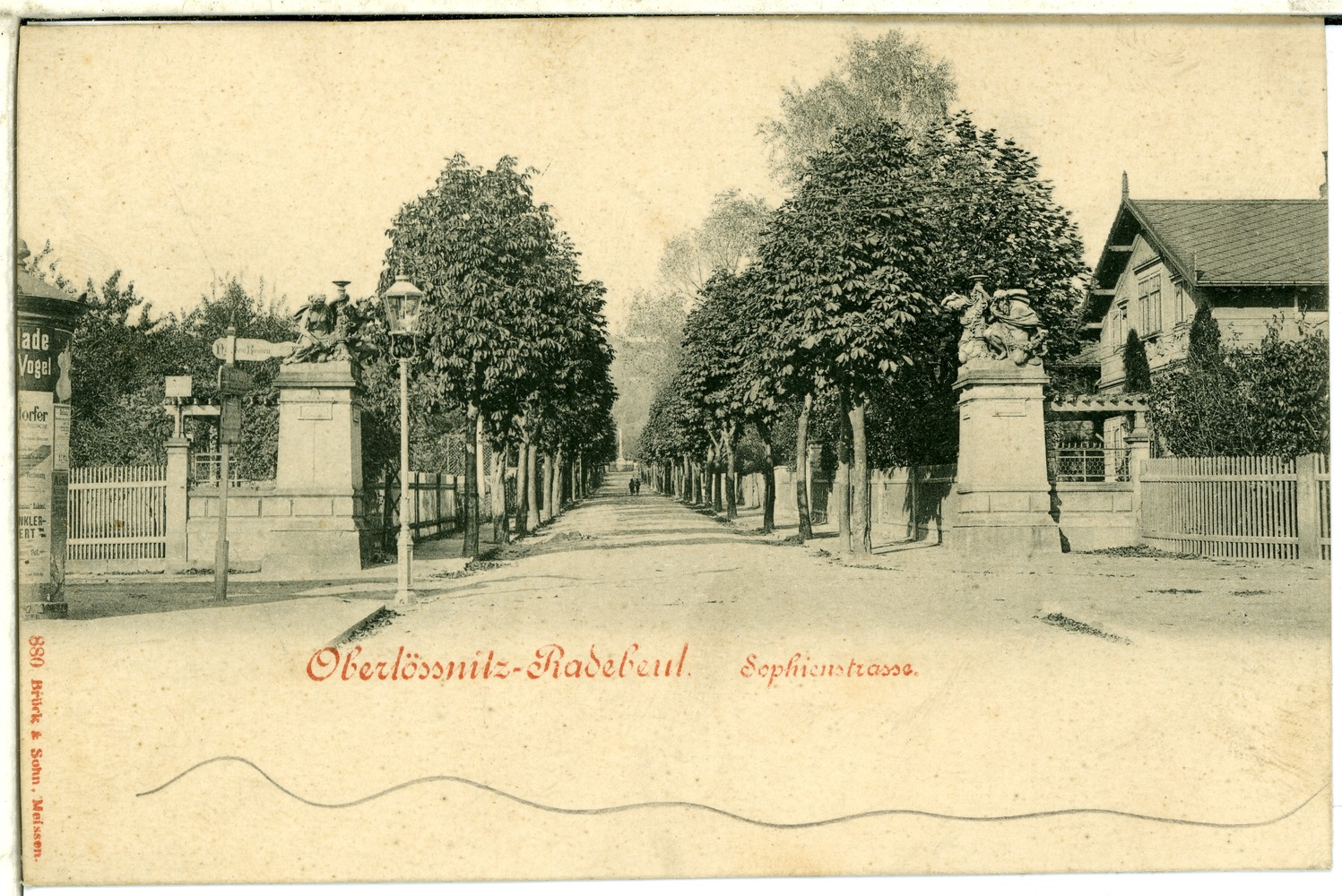
Die Karte von 1898 zeigt die hinter den Postamenten angebauten Eckpergolas für die Gartennutzung

Blick vom westlichen Ende des Alvslebenplatzes nach Norden auf die beiden Figurengruppen von Ernst March am Beginn der ehem. Sophienstraße, handkolorierte Ansichtskarte um 1910

Die beiden denkmalgeschützten Terrakotta-Figurengruppen der Girlandenwindenden Bacchanten auf Sandstein-Postamenten wurden von den Gebrüdern Ziller im Zusammenhang mit dem Bau des Sophienhofs zur Betonung des Eingangs in die Sophienstraße aufgestellt.

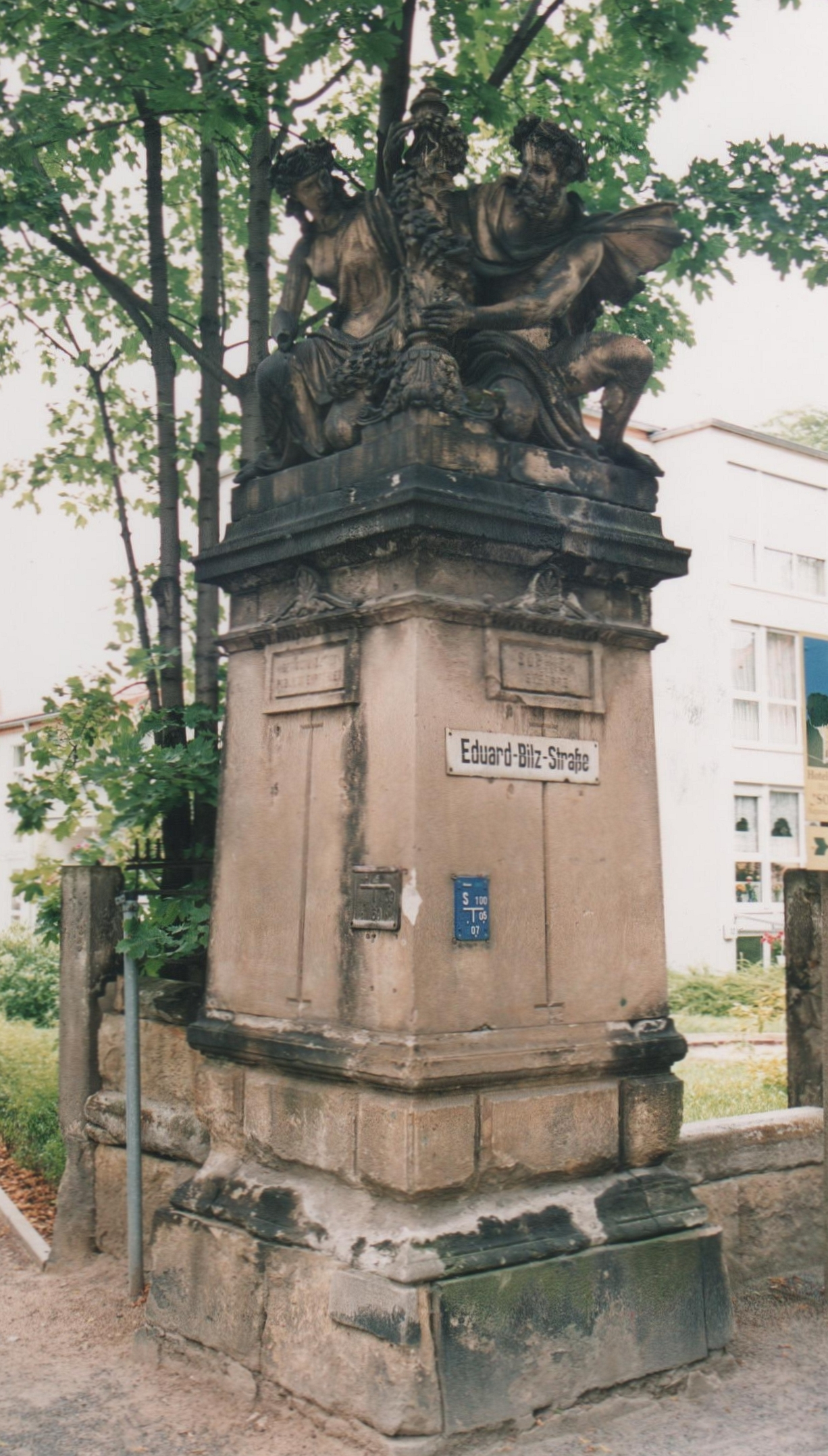
Westliche Gruppe, Zustand vor der Restaurierung, 2006
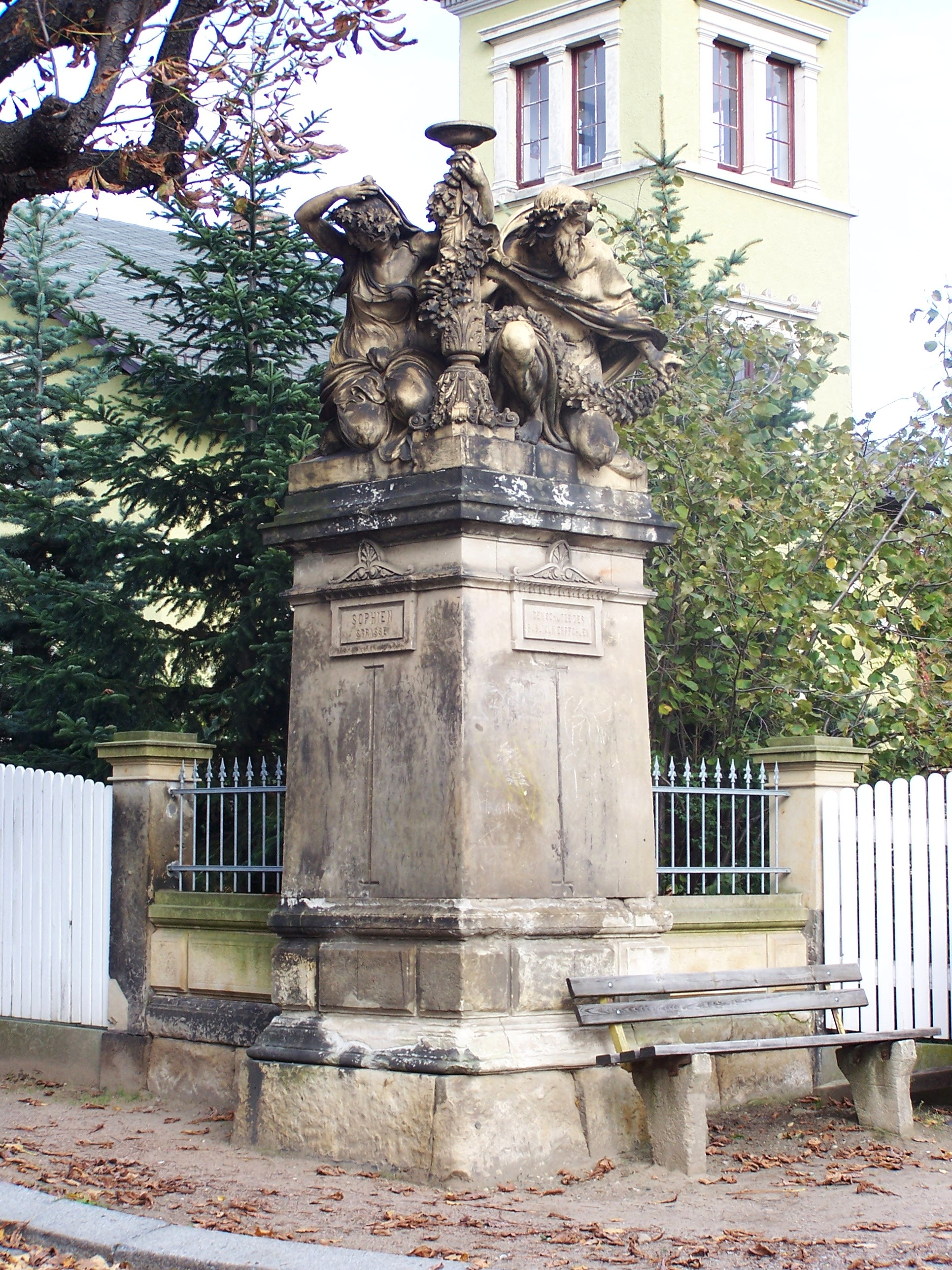
Östliche Gruppe, Zustand vor der Restaurierung, 2007

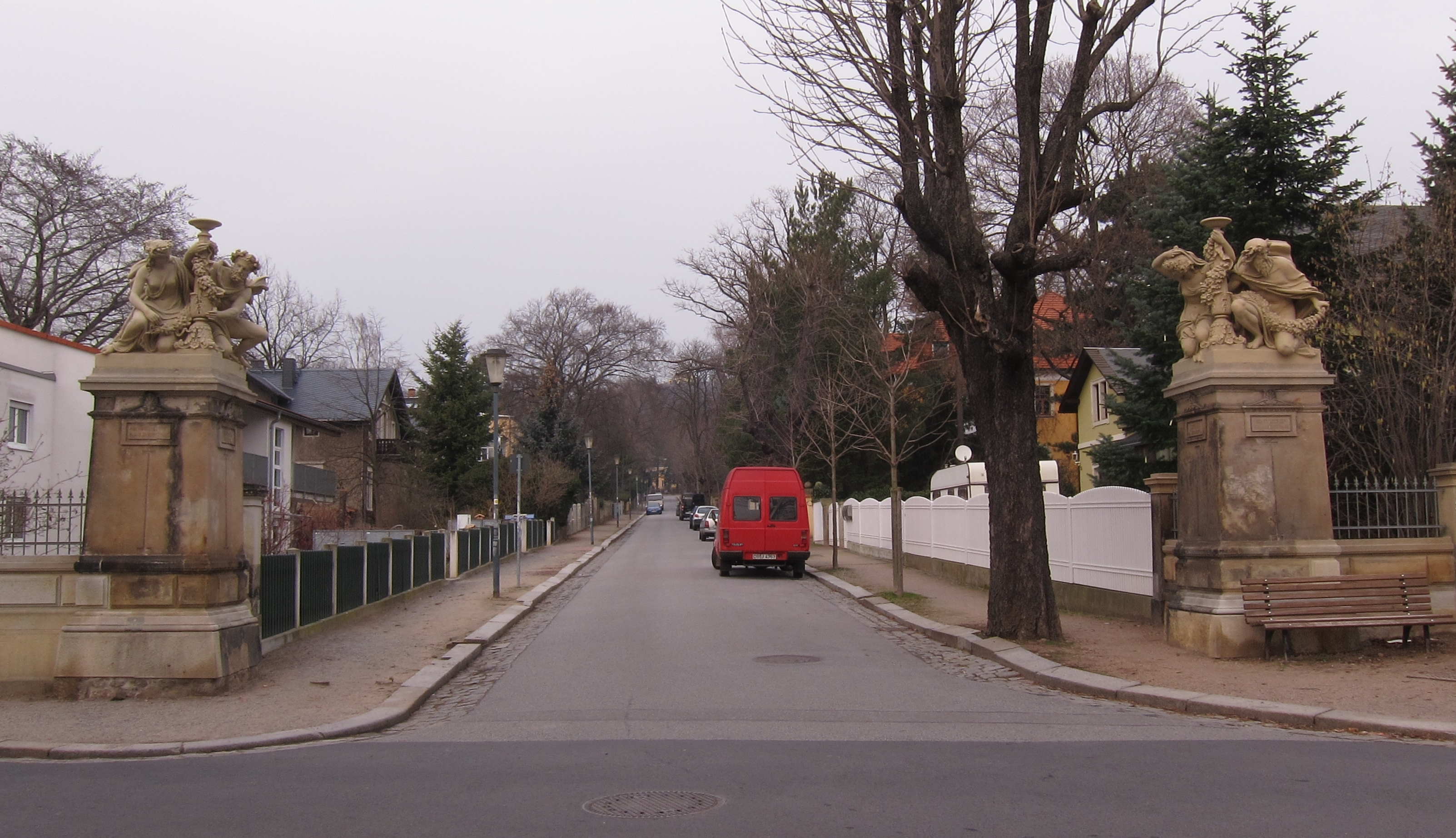
Figurengruppe nach der Restaurierung 2011

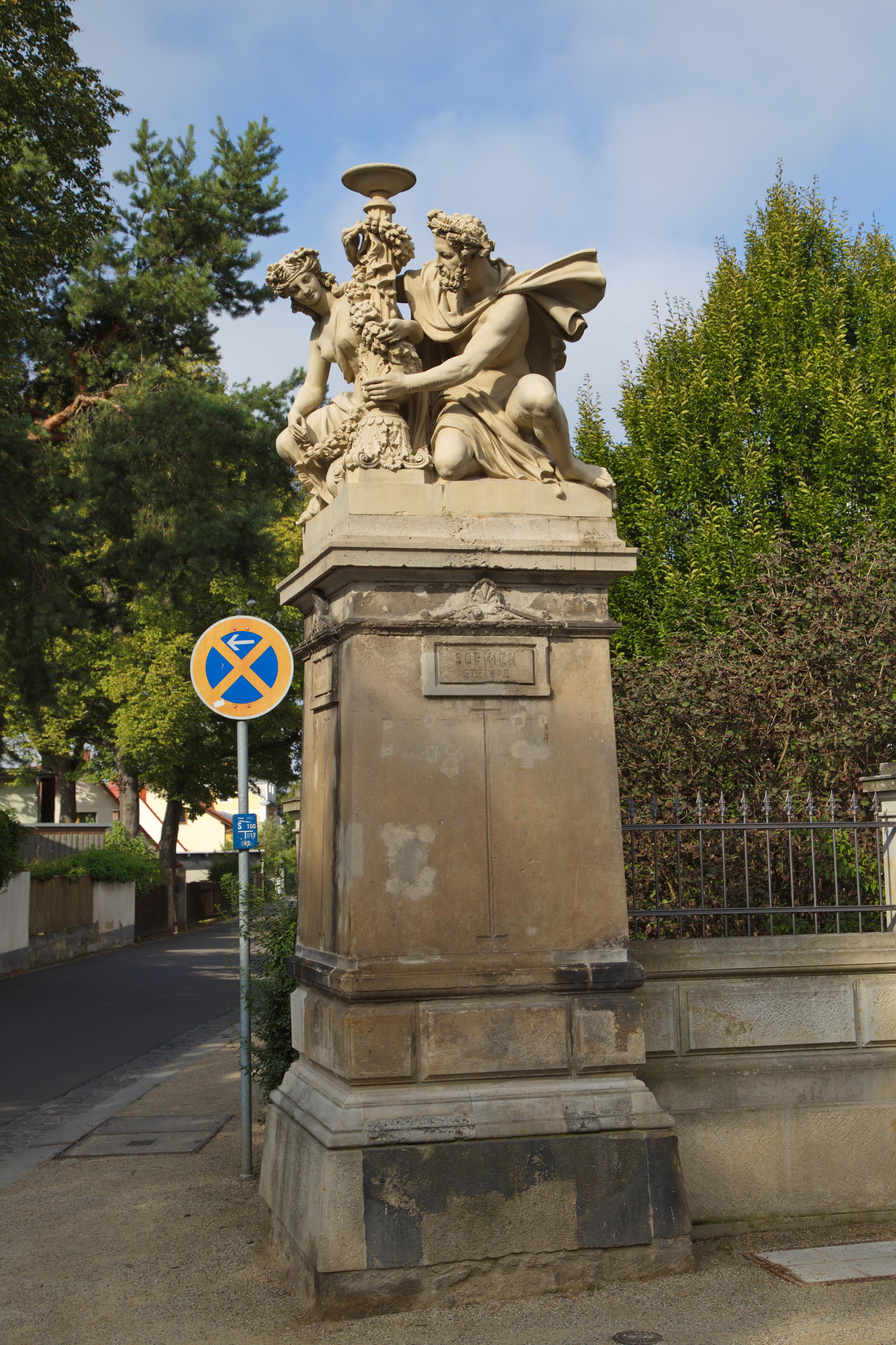
Westliche Figurengruppe, Zustand nach der Restaurierung, 2015
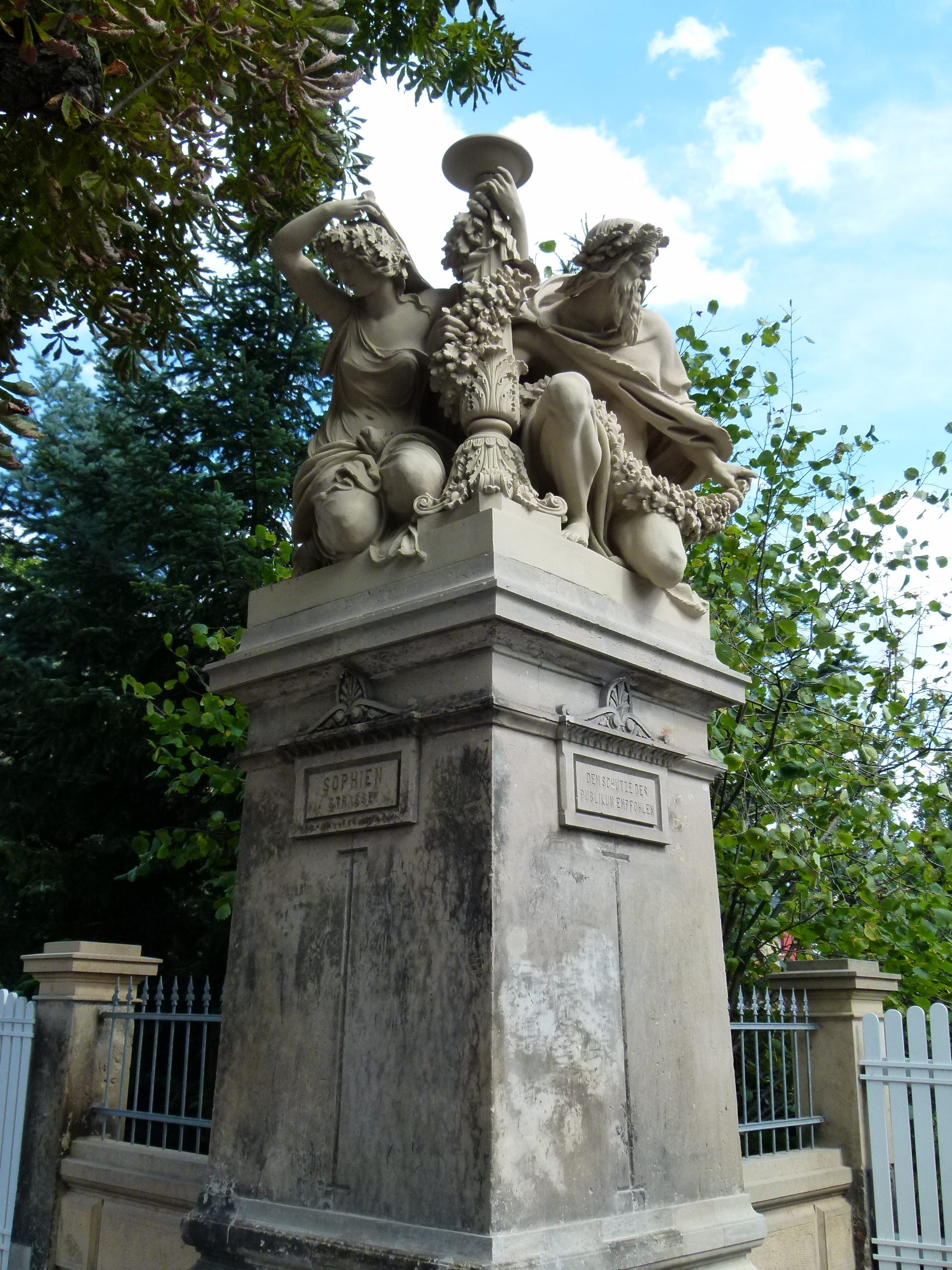
Östliche Figurengruppe, Zustand nach der Restaurierung, 2012
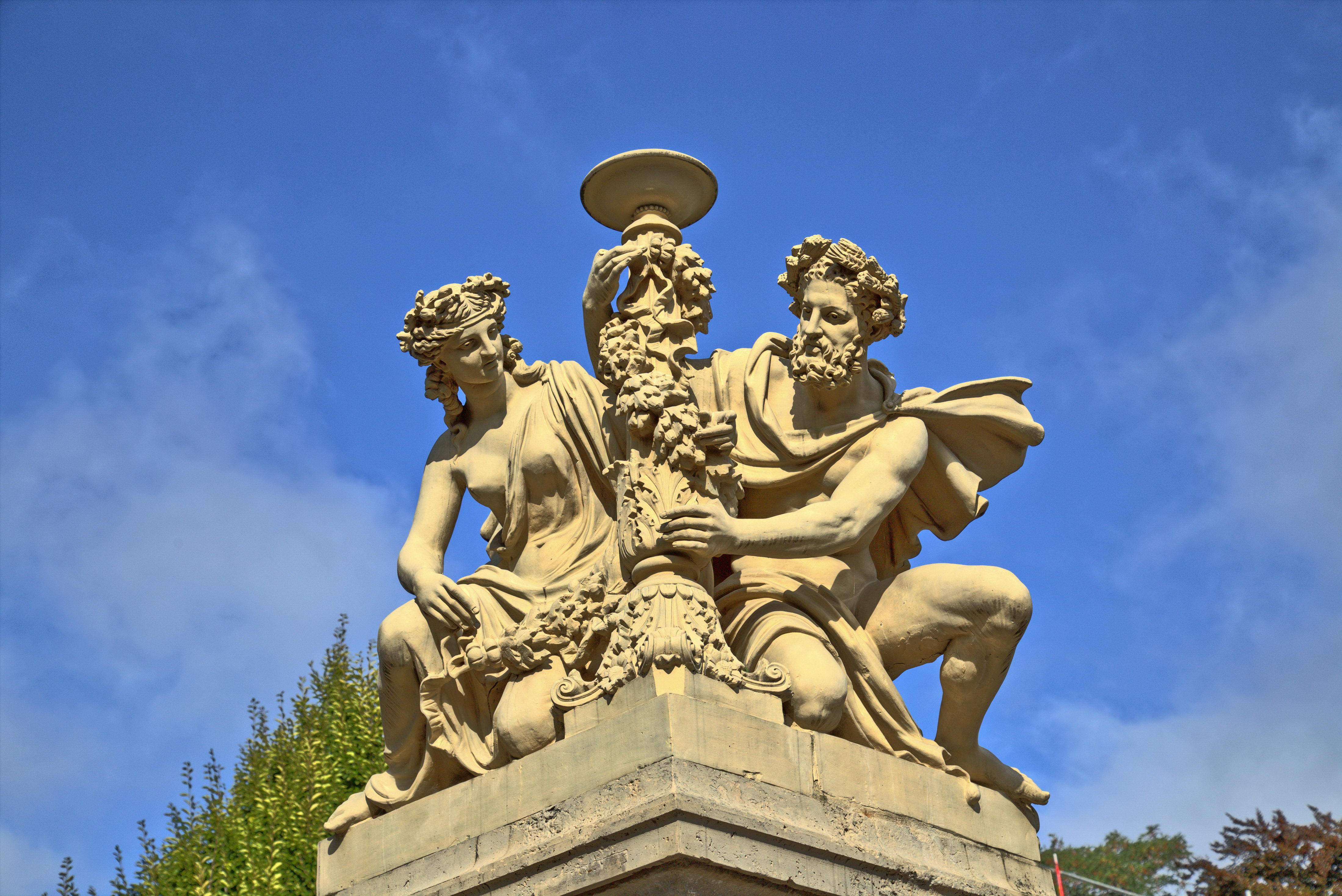
Westliche Gruppe nach der Restaurierung
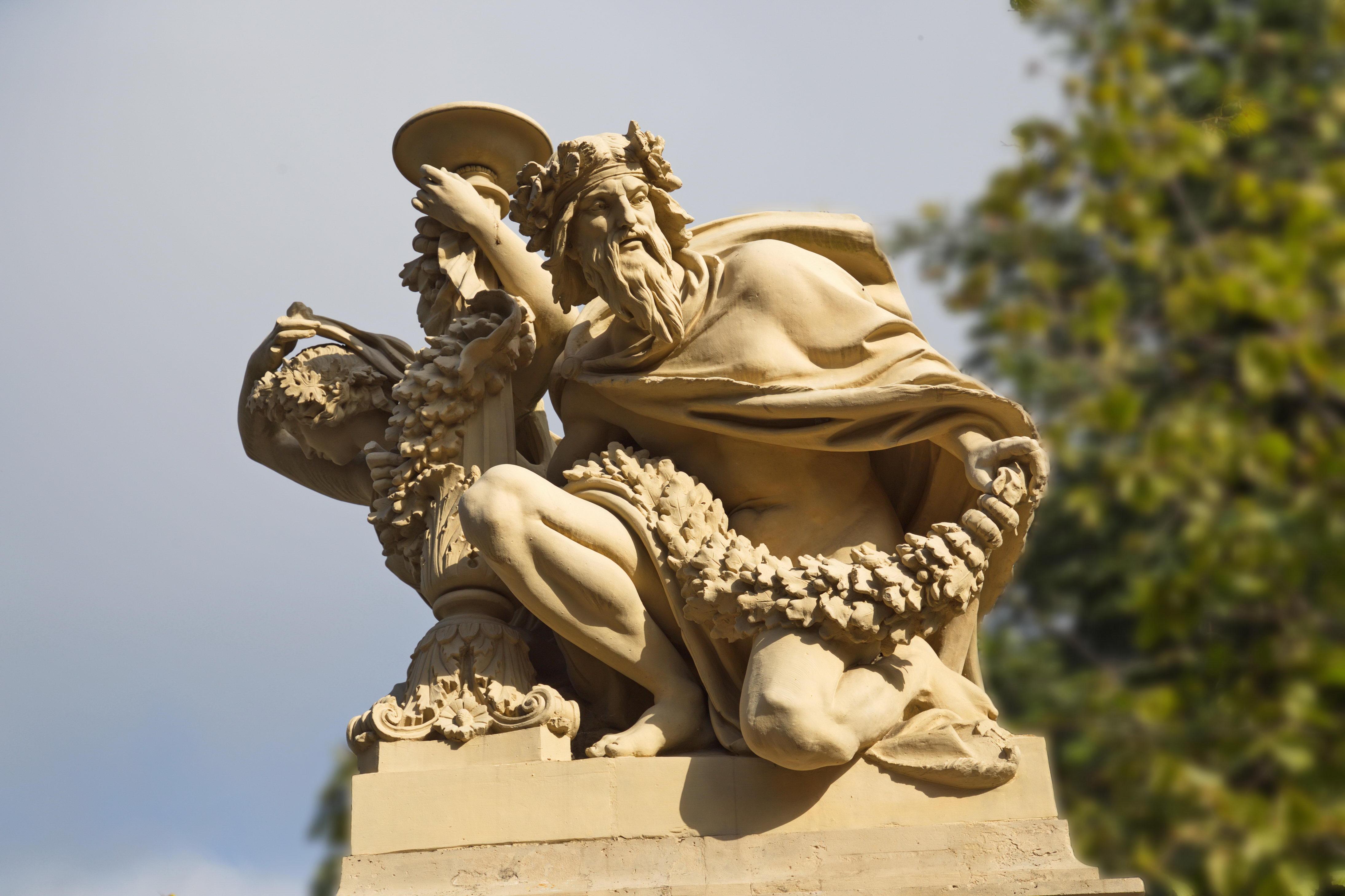
Östliche Gruppe nach der Restaurierung